# Johan Arckenholtz
Johan Arckenholtz, född 9 februari 1695 i Helsingfors, död 12 juli 1777 i Stockholm, var en svensk ämbetsman och historiker.

## Biografi
Johan Arckenholtz var son till landssekreteraren i Nylands och Tavastehus län Johan Arckenholtz och hans hustru Helena Forssenius. Arckenholtz blev student vid Kungliga Akademien i Åbo 1713 men begav sig efter att ryska trupper i samband med Stora ofredens börjat närma sig Åbo till Uppsala, där han fortsatte sina studier. Efter avslutade studier begav han sig till Stockholm, där han 1718 inskrevs som auskultant vid Svea hovrätt.
Vid sin hemkomst anställdes han vid kungliga kansliet, där han 1735 befordrades till registrator. Han användes av kung Fredrik I i dennes enskilda politiska spel, och sammanfattade en skildring av den då rådande politiken i Sverige. Han riktar i sina skrifter hård kritik mot premiärministern i Frankrike André-Hercule de Fleury. Skriften, som aldrig trycktes utan enbart var ämnad för Arckenholtz närmaste vänner hamnade i hattarnas händer, och användes av dem för att visa på sitt behov av franskt understöd i den politiska kampen. Skriften kom att bli föremål för granskning av sekreta utskottet vid 1738 års riksdag, där hattmajoriteten såg till att få Arckenholtz avsatt från sin tjänst, och förklarad ovärdig att beträda någon annan. Arckenholtz blev härefter en stark motståndare till hattarna, och arbetade under den följande riksdagen för att bekämpa dem, och vid 1740–41 utsågs han av mössmajoriteten i bondeståndet till fullmäktig i manufakturkontoret. Snart vann dock hattarna majoritet i riksdagen igen, och i samband med upptäckten av Gustaf Johan Gyllenstiernas förbindelser med ryska sändebudet arresterades en rad misstänkta personer, däribland Arckenholtz. Trots två dygns tortyr lyckades man inte få ur Arckenholtz några viktigare bekännelser. Han dömdes trots det till en månads fängelse på vatten och bröd, vilket senare av sekreta utskottet godtyckligt skärptes till fängelse på behaglig tid, ett straff som avtjänades på Bohus fästning. Redan vid riksdagen därefter förlorade dock hattarna på nytt makten, och Arckenholtz släpptes ur fängelset.
1746 utnämndes han till bibliotekarie och hovråd hos lantgreven av Hessen-Kassel, som vid den här tiden var kung Fredrik I. Efter Fredrik I:s död fortsatte han i samma tjänst hos dennes efterträdare, Vilhelm VIII av Hessen-Kassel. Under den här tiden utgav han sitt berömda arbete Memoires concernant Christine, Reine de Suède, IV Tomes (4 bd, 1751–60) , som genom sitt rika urkundsmaterial utgjort en av huvudkällorna till drottning Kristinas historia. När hattpartiets makt åter började sjunka, återvände Arckenholtz till Sverige, och erhöll av Adolf Fredrik ett större underhåll för att skriva företrädaren, Fredrik I:s historia. Något sådant arbete blev dock aldrig färdigställt.
Han var mycket aktiv som publicist och var bl.a. kritisk mot den handelspolitik som fördes under hattregimen. Han var särskilt kritisk mot den välvilja som visades det nybildade Svenska Ostindiska Kompaniet som fått tillstånd att bedriva handel med Kina. Arckenholtz menade att de villkor som kompaniet hade fått var orimliga och skulle skada den vanliga handeln medan ett fåtal gynnade skulle tjäna fantastiska vinster. Vidare stred tillståndsgivningen mot den då rådande uppfattningen – merkantilismen – om att man skulle exportera färdiga varor och hålla importen nere.
Han testamenterade sin dyrbara bok- och handskriftssamling till Kungliga Akademien i Åbo samt upprättade en stipendiefond för borgarsöner från Helsingfors.